# ガラス工芸

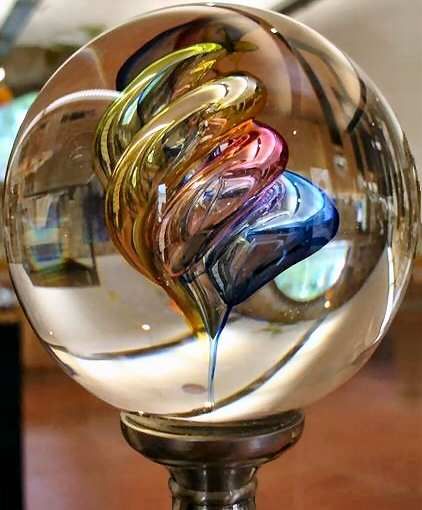
Tyler Hopkinsによるガラスボール

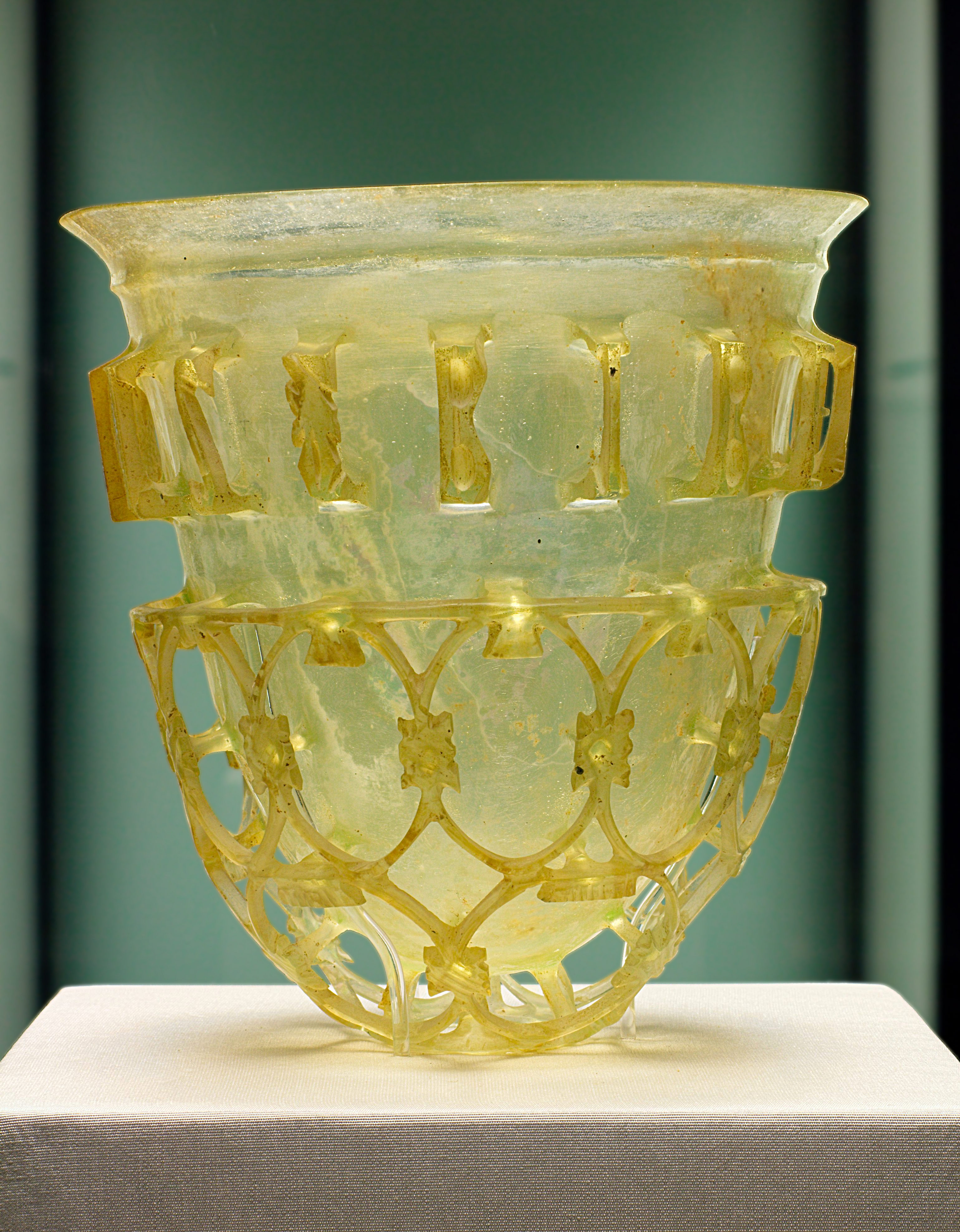
ローマングラスの発掘品

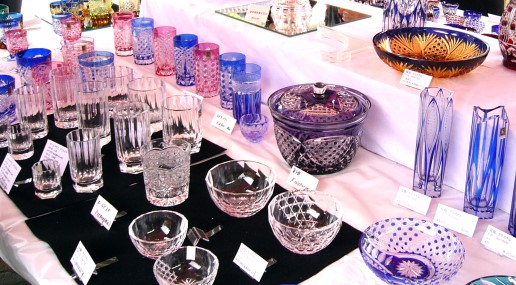
江戸切子

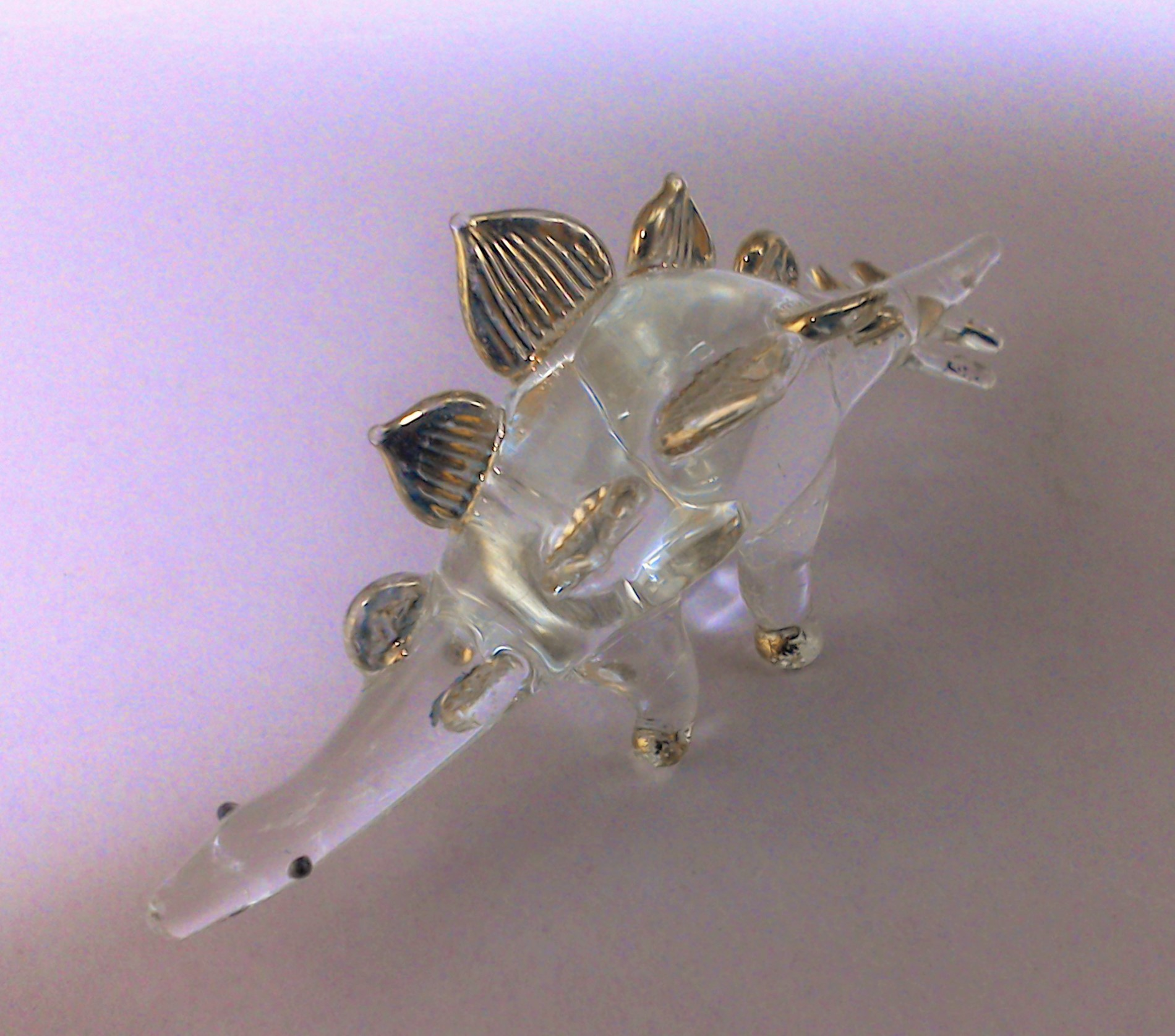
箱根ガラスの森美術館のお土産

ガラス工芸（ガラスこうげい、英語：Glass art）とは、ガラスを用いた工芸・美術の総称である。ガラス造形・ガラスアート・グラスアートという場合もある。
日用品、骨董・アンティーク、美術品・工芸品、現代アートまで、非常に広い範囲の創作表現方法、創作物を含む。
「ガラス工芸」は、制作工法・素材・年代・地域・素材・メーカーなどに多岐の分類が可能。その歴史は、紀元前以来のガラスの歴史に遡る。
2023年、チェコ、フィンランド、フランス、ドイツ、ハンガリーとスペインの「手作りガラスの知識、工芸と技術」はユネスコの無形文化遺産に登録された。

## スタジオグラス
スタジオグラスは、現代ガラス・スタジオガラス・モダングラスともいわれる。
主に工業的なプロダクトやデザインを手がけていた企業内のガラスデザイナー・ガラス作家・職人（クラフトマン）による発展から、1970年代に主としてアメリカで起こった「スタジオグラス」運動（ムーブメント）を受けて、個人制作者（作家・工房）による非営利的な部分を持った独自で多彩なアート表現を持った制作も盛んになり発展をしてきた。
当初は、工業生産的な流れから発展したものと、個人制作家たちによるものの流れが別種のものとしてあったものの、現在では、販売やギャラリーを通じてやガラス学校の創設による師弟の関係、あるいは作家の団体や各種コンテストなどの場において、個人・企業出身を問わず多くの接点をもって発展している。また観光地でのお土産や体験を中心にした地方での工房展開も見られる。

## ガラス工芸技法
加工温度により、熔融または軟化させて行うホットワーク、キルンワーク、常温で行うコールドワークに分けられる。

### ホットワーク（ホットテクニック）
- ホットキャスト、キルンキャスト - 粘土やワックスで作った原型を耐火石膏等で型取りし、そこへ溶融ガラスを流し込んで鋳造する。
  - パート・ド・ヴェール − ホットキャストの変法で、粉状の色ガラスをのりで練ったものを使う。多彩で緻密な表現が可能。
- 吹きガラス、グラスブローイング - 吹き竿に巻き取ったガラス種に、息を吹き込んで膨らませる。

紀元前1世紀頃のフェニキアで成立し、現代でもほとんどその方法は変わっていない。肥前びーどろ、佐賀ガラスも、江戸時代の「ジャッパン吹き」技法を継承している。
- バーナーワーク、ランプワーク、フレームワーク - 卓上バーナーを用いるガラス細工。ホットワークとは別に分類されることもある。
  - エアーバーナー - 可燃性ガスと圧縮空気による炎で熱し、軟化させて行う。鉛筆程度の太さのガラス棒を使う、とんぼ玉など。
  - 酸素バーナー - 酸素ガスによる、より高温（800℃）の炎を使い、耐熱ガラスに用いる。
- キルンワーク - ガス炉や電気炉の中で、熱変形させる。
  - フュージング - 軟化させ、熔着する。キルンワークでは板ガラスを融かしあわせることを指す。
  - スランピング - 軟化させ、型に沿わせて変形させる。フュージングとあわせて行うことが多い。
- プリント - セラミック顔料で文様などを印刷後、加熱して定着させる。

### コールドワーク（コールドテクニック）
- カットグラス（切子）- 透明または色ガラスを被せた生地に、さまざまなパターンをカットし模様を施すもの。江戸切子、薩摩切子など。
- サンドブラスト - 高圧空気でガーネットなどの切削砂を吹付け、表面を切削する。マスキングをすることで、様々なデザインが可能になる。
- ガラスエッチング - フッ化水素酸とマスキング技法により、磨りガラスの模様を描く。
- グラヴィール - 小型の研磨機で、表面に意匠を彫り込む。
- ガラスエングレービング - ダイヤモンドの鑿などで、表面に意匠を彫り込む。
- ダイヤモンドポイント - ダイヤモンドペンで、意匠を描く。
- ラミネート  - 合わせガラス、複層ガラスの中間層に挟むフィルムを用いる。
- ステンドグラス - 着色ガラスの小片を融解金属で接合し、絵柄をつくる（接合時にガラスも加熱するが、成形目的ではない）。

## ガラス工芸を収集する美術館・博物館
- 日本
  - 北海道立近代美術館（北海道）
  - 藤田喬平ガラス美術館（宮城県）
  - ガラス工房シリカ（茨城県）
  - 群馬ガラス工芸美術館（群馬県）
  - 月夜野びーどろパーク グラスアート美術館（群馬県）
  - 東京国立近代美術館（東京都）
  - サントリー美術館（東京都） - 薩摩切子のコレクションが有名
  - 町田市立博物館（東京都）
  - 箱根ガラスの森美術館(神奈川県)
  - 富山市ガラス美術館（富山県） - デイル・チフーリのインスタレーション（空間美術）が有名。藤田喬平のコレクションも多い。
  - 富山ガラス工房（富山県）
  - ウランガラス鋳芸館（富山県） - ウランガラスのコレクションを所有する世界的に珍しい美術館
  - 石川県能登島ガラス美術館（石川県）
  - 能登島ガラス工房（石川県）
  - 北澤美術館（長野県）
  - SUWAガラスの里の美術館（長野県）
  - 飛騨高山美術館（岐阜県）
  - 黄金崎クリスタルパーク（静岡県）
  - 伊豆ガラスと工芸美術館（静岡県）
  - 大一美術館（愛知県）
  - 黒壁ガラス館（滋賀県）
  - 京都国立近代美術館（京都府）
  - 神戸市立博物館（兵庫県） - 質・量ともに日本最大級のガラス工芸コレクションを所蔵。江戸時代のガラス研究の第一人者棚橋淳二博士から寄贈された[3]。
  - 神戸とんぼ玉ミュージアム（兵庫県） - 羽原コレクション他
  - 妖精の森ガラス美術館（岡山県） - ウランガラスのコレクションを所有する世界的に珍しい美術館
  - 道後ぎやまんガラス美術館（愛媛県）
  - 琉球ガラス美術館〔琉球ガラス村内〕（沖縄県）
- 米国
  - コーニングガラス美術館（英語版）（アメリカ合衆国ニューヨーク）
- 台湾
  - 新竹市立ガラス工芸博物館（新竹市）

## ガラス教育機関
日本の国内にある専門学科・コースを持つ学校は、ガラス教育者ネットワーク（通称・GEN）を組織し、交流している。
- 愛知教育大学
- 秋田公立美術大学
- 大阪芸術大学
- 近畿大学
- 倉敷芸術科学大学
- 多摩美術大学
- 東京ガラス工芸研究所
- 東京藝術大学
- 富山ガラス造形研究所 - 全国で唯一の公立のガラス専門教育機関
- 名古屋芸術大学
- 日本装飾美術学校
- 武蔵野美術大学
- 明星大学
- 女子美術大学
- さんだクラフトハウス（三田市ガラス工芸館）

また、了徳寺大学や東京都立大江戸高等学校等のようにガラス工芸を科目として開講している学校や、市民大学講座、ガラス工房、各種カルチャースクールでは、ステンドガラス・トンボ玉など小規模なものを中心にした講座も見られる。

## 主なガラス工芸作家

### 日本
日本の著名なガラス作家の多くは、創作作家やデザイナーの組織である日本ガラス工芸協会（JGAA、略称・ガラ協）に所属している。3年に一度所属作家の作品展「日本のガラス展」を実施している。また、ガラス工芸・文化・歴史・考古の研究者や作家等の組織で、研究と振興を目的とする日本ガラス工芸学会に参加しているものも多い。
| - 岩田藤七 - 岩田久利 - 岩田糸子 - イワタルリ - 川原有造 - 工藤直 - 小暮紀一 - 竹内洪 | - 田上恵美子 - 永田美保子 - 野田雄一 - 藤田喬平 - 三浦啓子 - 山野アンダーソン陽子 - 由水常雄 - 米原眞司 |

### 日本以外
- ルネ・ラリック
- エミール・ガレ
- ルイス・C・ティファニー
- ドーム兄弟
- ハリー・クラーク
- デイル・チフーリ
- ハワード・ベン・トレ
- フレデリック・カーダー（Frederick Carder）
- リノ・タリアピエトラ（Lino Tagliapietra）
- ジョエル・フィリップ・マイヤー（Joel Philip Myers ）
- イジィ・ハルツバ（チェコ語版）
- シェーン・フェロー（英語版）

## 関連文献
- 賀澤勝利「ガラス細工」『化学と教育』第67巻第3号、日本化学会、2019年、122-123頁、doi:10.20665/kakyoshi.67.3_122。 ：実験用ガラス細工について